# E 499.1型电力机车
E 499.1型电力机车是捷克斯洛伐克国家铁路（ČSD）的电力机车车型之一，由斯柯达公司于1950年代中期在E 499.0型电力机车基础上改进设计而成，适用于供电制式为3千伏直流电的电气化铁路。1988年，捷克斯洛伐克根据国际铁路联盟的建议对国内机车型号进行重新编制，E 499.1型电力机车改称141型电力机车。而在1993年捷克斯洛伐克联邦解体后，所有141型电力机车均由捷克国铁接收。
1955年，斯柯达公司开始批量生产E 499.0型电力机车的同时，也开始对该型机车进行改进。1957年，斯柯达公司比尔森工厂试制了E 499.101号电力机车，厂内设计代号为20E。E 499.1型电力机车与E 499.0型机车相比，两者总体结构基本相同，主要差异是E 499.1型机车改为采用技术较为成熟的均衡梁式转向架。E 499.1型机车通过试验后，捷克斯洛伐克联邦交通部共采购了60台该型机车。1959年2月，E 499.1型机车配属布拉格机务段投入运用。
E 499.1型电力机车为四轴干线客货运通用直流电力机车，采取牵引电机的串—并联换接、增减串联电阻进行调速，最高运行速度为120公里/小时。